# باجرانگ پونیا
باجرانگ پونیا (به هندی: बजरंग पुनिया؛ زادهٔ ۲۶ فوریهٔ ۱۹۹۴) کشتی‌گیر کشور هند در دستهٔ ۶۵ کیلوگرم کشتی آزاد است. او برندهٔ مدال برنز المپیک ۲۰۲۰ توکیو و یک مدال نقره و سه برنز مسابقات قهرمانی کشتی جهان به ترتیب در سال‌های ۲۰۱۸، ۲۰۱۳، ۲۰۱۹ و ۲۰۲۲ است. او در سطح آسیا نیز برندهٔ مدال طلای بازی‌های آسیایی ۲۰۱۸ و قهرمان دو دورهٔ مسابقات قهرمانی کشتی آسیا در سال‌های ۲۰۱۷ و ۲۰۱۹ است.

## فعالیت حرفه‌ای

### مسابقات قهرمانی کشتی جهان ۲۰۱۸
باجرانگ در وزن ۶۵ کیلوگرم کشتی آزاد مسابقات قهرمانی کشتی جهان ۲۰۱۸ بوداپست حاضر بود که رومن آشارین از مجارستان، لی سیونگ-چول از کره جنوبی، تومور-اچیر تولگا از مغولستان و والدس توبیر از کوبا را شکست داد و به فینال رسید. وی در دیدار نهایی از تاکوتو اوتوگورو کشتی‌گیر ژاپن شکست خورد و به مدال نقره بسنده کرد.

### مسابقات قهرمانی کشتی جهان ۲۰۱۹
باجرانگ در وزن ۶۵ کیلوگرم کشتی آزاد مسابقات قهرمانی کشتی جهان ۲۰۱۹ نورسلطان حاضر بود که در مسابقه‌های اول تا سوم کریستوف بینکوفسکی از لهستان، داویت هابات از اسلواکی و سون جونگ-چول از کره شمالی را شکست داد اما در نیمه نهایی به دولت نیازبکوف از قزاقستان باخت و به دیدار رده‌بندی رفت. وی در دیدار رده‌بندی تومور-اچیر تولگا از مغولستان را شکست داد و مدال برنز وزن ۶۵ کیلوگرم را بدست آورد.

### المپیک ۲۰۲۰ توکیو
باجرانگ در وزن ۶۵ کیلوگرم کشتی آزاد المپیک ۲۰۲۰ توکیو حاضر بود که در کشتی‌های اول و دوم ارنظر آکماتالیف از قرقیزستان و مرتضی قیاسی از ایران را شکست داد اما در نیمه نهایی به حاجی علیف از آذربایجان باخت و به دیدار رده‌بندی رفت. وی در دیدار رده‌بندی دولت نیازبکوف از قزاقستان را شکست داد و مدال برنز وزن ۶۵ کیلوگرم را بدست آورد.

### قهرمانی کشتی جهان ۲۰۲۲
باجرانگ در وزن ۶۵ کیلوگرم کشتی آزاد قهرمانی کشتی جهان ۲۰۲۲ بلگراد شرکت کرد، او در مسابقه اول والدس توبیر از کوبا را مغلوب کرد اما در مسابقه بعد به یانی دیاکومیهالیس از آمریکا باخت و با توجه به حضور این کشتی‌گیر در فینال، به دیدار شانس مجدد رفت. او در مرحله شانس مجدد وازگن توانیان از ارمنستان را شکست داد و به دیدار رده‌بندی رسید. وی در این دیدار سباستین ریورا از پورتوریکو را شکست داد و مدال برنز را بدست آورد.